# Rato (metrostation)
Rato is een metrostation van Lissabon gelegen aan de Gele lijn. Het ondergrondse station werd op 29 december 1997 geopend en is het zuidelijke eindpunt van de gele lijn.
Odivelas · Senhor Roubado · Ameixoeira · Lumiar · Quinta das Conchas · Campo Grande · Cidade Universitária · Entre Campos · Campo Pequeno · Saldanha · Picoas · Marquês de Pombal · Rato